# Kinya Aikawa
Kinya Aikawa (愛川 欽也, Aikawa Kinya) né Toshiaki Ikawa (井川 敏明, Ikawa Toshiaki) le 25 mai 1934 et mort d'un cancer du poumon le 15 avril 2015 à Shibuya, est un acteur japonais, exerçant plus particulièrement la fonction de seiyû. Il est marié à Midori Utsumi.

## Rôles
- Voix:
  - Dragon Ball : L'Armée du Ruban Rouge : Kamé Sennin

- En personne:
  - Tôkyô Megure Keishi, série télévisée de 25 épisodes diffusée du 14 avril au 29 mai 1978 sur TV Asahi. Il ne s'agit pas d'un doublage de la série française, mais bel et bien d'une production japonaise où Aikawa apparaît en personne dans le rôle du commissaire Maigret. L'histoire se déroulant dans un contexte japonais contemporain, le nom "Maigret" y est japonisé en "Megure" et madame Maigret y est interprétée par Tomomi Sato[2],[3].